# Бутор
Бутор (рос. Бутор; рум. Butor) — село в Григоріопольському районі в Молдові (Придністров'ї). Центр Буторської сільської ради.
Станом на 2004 рік у селі проживало 0,7% українців.

## Історія
Станом на 1886 рік в селі, центрі Буторської волості Тираспольського повіту Херсонської губернії, мешкало 1938 осіб, налічувалось 414 дворових господарств, існували православна церква, школа та 2 лавки, відбувались базари по вівторках.